# Diplazium petri
Diplazium petri är en majbräkenväxtart som beskrevs av Marie Laure Tardieu.
Diplazium petri ingår i släktet Diplazium och familjen Athyriaceae. Inga underarter finns listade i Catalogue of Life.